# Svečnica
Svečnica, tudi Gospodovo darovanje je krščanski praznik. Obhaja se 2. februarja, 40 dni po božiču. Ime svečnica izhaja iz tradicionalnega blagoslavljanja sveč po cerkvah. Na ta dan sta Marija in Jožef novorojenega Jezusa odnesla v jeruzalemski tempelj in se Bogu obredno zahvalila za sina.